# ジャーニン
ジャーニン（佳寧）は、中国のマジシャン。音楽の才能もあり崔学東と共に演奏活動もする。

## 経歴
瀋陽市芸術学校卒業。遼寧省民族音楽家協会理事。
遼寧省瀋陽市出身。瀋陽市芸術学校卒業。同校では幼少の頃よりピアノを初めステージ活動に必要な総合的な音楽を含む芸能の英才教育を受ける。
2002年来日し、崔学東と共に活動は多岐に渡り、好評を得る。現在は日本を拠点に活動している。
＊特に中国伝統芸の「四川変面」を得意とする。
マジック歴：
中国…瀋陽假日飯店（ホリデーイン）瀋陽商貿飯店（シャングリラホテル）新世界飯店（ニューワールドホテル、マリオット系列）。また、瀋陽市長の前で中国マジックを披露したこともある。
日本…中日本航空、日本青年会議所、日本オラクル、セントレアホテル、ライオンズクラブ、名古屋マリオットアソシアホテル、中日パレス、長島温泉ホテル花水木、小牧市市民会館、ラグナスイート ホテル&ウェディング、白鳥庭園　など他多数

## テレビ出演
- 中国遼寧テレビ　遼寧ニュース
- 瀋陽テレビ　瀋陽ニュース 他

## ディスコグラフィ
アルバム

- 崔学東　二胡名曲集
　ピアニスト、打楽器として参加